# Rousínov
Rousínov är en stad i Tjeckien.   Den ligger i regionen Södra Mähren, i den östra delen av landet, 200 km sydost om huvudstaden Prag. Rousínov ligger 235 meter över havet och antalet invånare är 5 016.
Terrängen runt Rousínov är platt åt sydost, men åt nordväst är den kuperad.Runt Rousínov är det ganska tätbefolkat, med 124 invånare per kvadratkilometer. Närmaste större samhälle är Brno, 19,9 km väster om Rousínov. Trakten runt Rousínov består till största delen av jordbruksmark.